# Lapa (Lisboa)
Lapa era una freguesia portuguesa del municipio de Lisboa, distrito de Lisboa.

## Historia
Fue suprimida el 8 de noviembre de 2012, en aplicación de una resolución de la Asamblea de la República portuguesa al unirse con las freguesias de Prazeres y Santos-o-Velho, formando la nueva freguesia de Estrela.

## Equipamiento
En esta freguesia lisboeta se concentra gran parte de las embajadas acreditadas en Portugal, destacando las de los siguientes países: Austria, Bulgaria, Canadá, China, Finlandia, Indonesia, Irlanda, Luxemburgo, Orden de Malta, Países Bajos, Reino Unido, Rumania, Suecia y Suiza.
También se encuentran en la misma freguesia la Assembleia da República (Palácio de São Bento) y la residencia oficial del primer ministro de Portugal.

## Patrimonio
- Palacio de São Bento
- Basílica da Estrela
- Casa de António Sérgio
- Palacete de los Vizcondes de Sacavém
- Palacete del Conde de Agrolongo